# Log, Lukovica
Log este o localitate din comuna Lukovica, Slovenia, cu o populație de 17 locuitori.